# Anetan

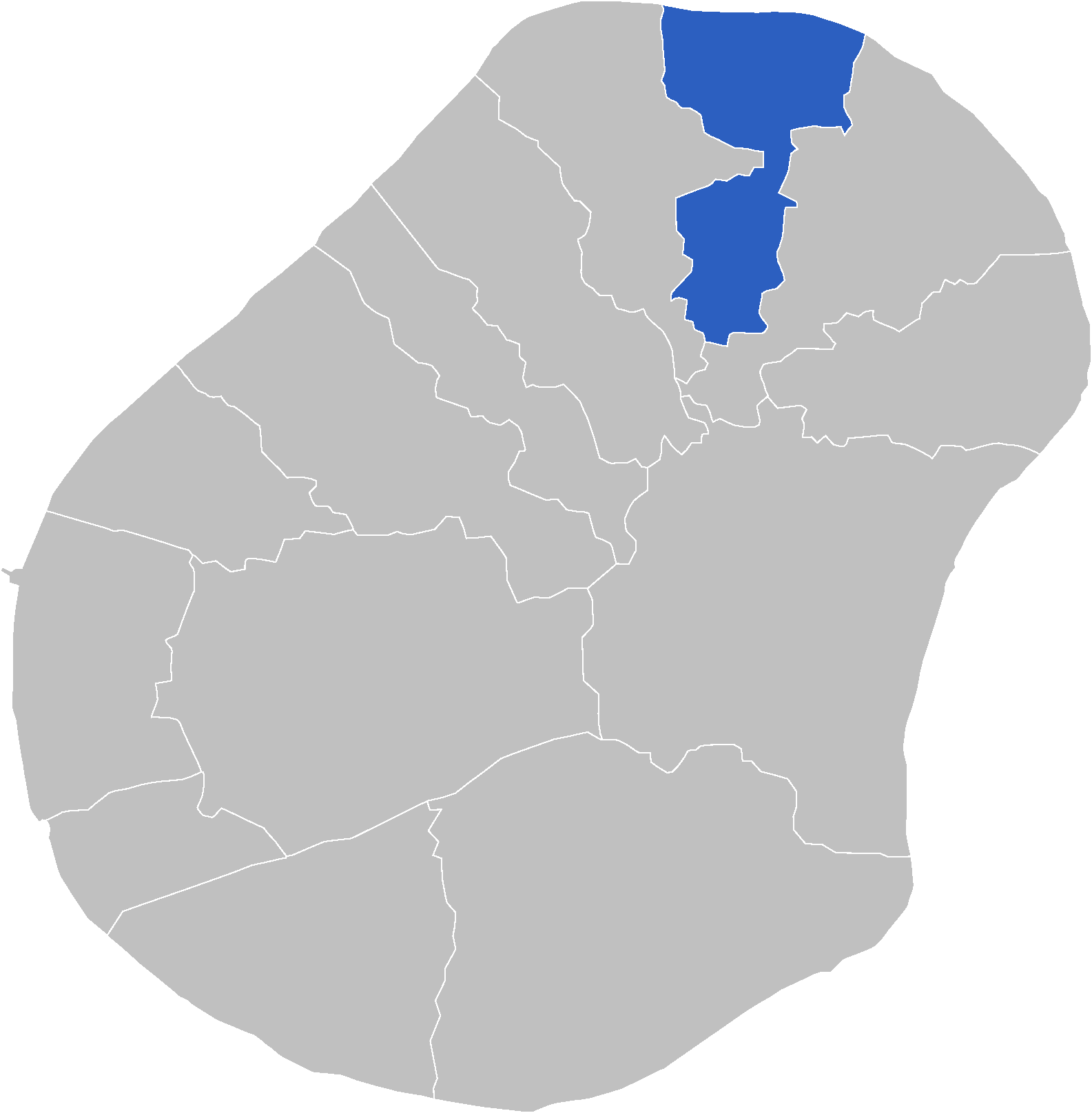
Distriktets läge på Nauru

Anetan är ett distrikt i landet Nauru, i den norra delen av ön. Anetan har en area på 1 km² och en befolkning på 928 invånare (2004). Landets väderstation ligger i distriktet.
Anetan är också en valkrets i Nauru, och täcker distrikten Anetan och Ewa, med en area på tillsammans 2,2 km² och en befolkning på 1 180. Valkretsen väljer in två medlemmar till landets parlament i Yaren.

## Valresultat23 oktober2004
| Kandidat          | Röster |
| ----------------- | ------ |
| Marcus Stephen    | 226,24 |
| Vassal Gadoengin  | 200,7  |
| Remy Namaduk      | 181,57 |
| Landon Deireragea | 170,26 |
| Cyril Buramen     | 153,92 |
| Paul Ika          | 135,81 |
| Rimone Tom        | 134,31 |
| Gonzaga Namaduk   | 101,76 |

## Valresultat3 maj2003
| Kandidat          | Röster |
| ----------------- | ------ |
| Marcus Stephen    | 215,28 |
| Remy Namaduk      | 189,38 |
| Vassal Gadoengin  | 145,46 |
| Cyril Buramen     | 132,85 |
| Paul Ika          | 112,85 |
| Landon Deireragea | 112,57 |
| Kelvin Huber      | 105,99 |
| Julie Olsson      | 96,56  |
| Rimone Tom        | 93,79  |
| Timothy Aingimea  | 81,86  |
| Jacobus Fritz     | 81,42  |